# Classic production osnabrück
classic production osnabrück eller bare cpo er et tysk pladeselskab grundlagt i 1986 af Georg Ortmann og en række andre personer. Selskabets erklærede mission er at udfylde nicher i repertoiret af udgivet klassisk musik med hovedvægten på romantikken, senromantikken og det 20. århundredes musik. Selskabet forsøger også at udgive komplette serier af indspilninger, som samlede symfonier, koncerter, kammermusik, af en komponist. cpo står bag det webbaserede salgsfirma jpc.

## Udgivelser
Blandt cpo's udgivelser er følgende:
- Samtlige orkesterværker af Paul Hindemith og Erich Wolfgang Korngold
- Orkesterværkerne (og størstedelen af kammermusikken) af Hans Pfitzner
- Symfonierne og strygekvartetterne af Benjamin Frankel
- Symfonierne, orkesterværkerne og strygekvartetterne af Ahmed Adnan Saygun
- Symfonierne og ouverturerne af Ferdinand Ries
- Symfonierne og ouverturerne af Friedrich Ernst Fesca